# Аудру (селище)
А́удру (ест. Audru, нім. Audern) — селище в центрі повіту Пярнумаа на заході Естонії, розташоване на відстані 6 км на північний захід від Пярну на березі Балтійського моря і є адміністративним центром однойменної волості. Станом на 1 січня 2011 року в селищі проживало 1548 осіб.

## Географія
Розташоване на березі річки Аудру (ест. Audru jõgi). В Аудру є середня школа і церква.

## Історія
Створена в середні століття миза Аудру була центром Аудруського відомства Єзель-Вікського єпископства. У 1661 році в Аудру померли шведський фельдмаршал Йоган Банер (Johan Banér) і вдова губернатора Естонії Генріха фон Турна (Heinrich von Thurn) Йоганна Маргарета Баденська (Johanna Margaretha (Baden)) (1623—1661), яка була дочкою маркграфа Баден-Дурлаха Фрідріха V (1594—1659) і його першої дружини Барбари Віртемберзької (1593—1627), онукою герцога Віртембергського Фрідріха I (Friedrich I) (1557—1608).